# Álbuns número um na Billboard 200 em 2001
A seguir apresenta-se a lista dos álbuns que alcançaram a primeira posição da Billboard 200 no ano de 2001. Os dados usados na elaboração da lista foram compilados pelo serviço Nielsen Soundscan, com base nas vendas físicas semanais de cada álbum nos Estados Unidos, e publicados pela revista Billboard.

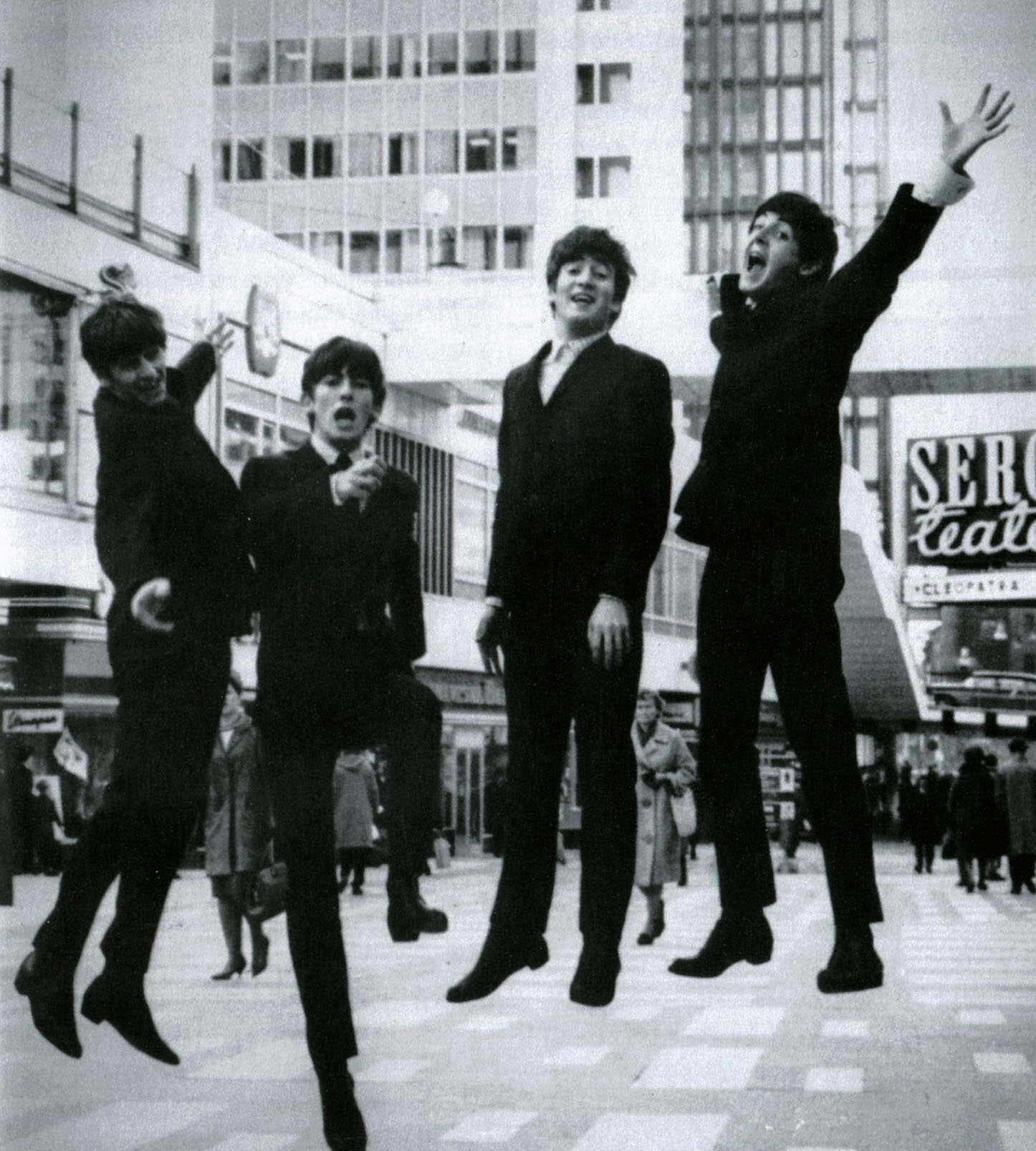
Embora tenha alcançado o topo pela primeira vez em 2000, 1 dos The Beatles foi o álbum com o melhor desempenho do ano, tendo inclusive conseguido vender mais de um milhão de exemplares em uma das suas semanas na liderança.

Neste ano, 25 álbuns alcançaram a primeira posição da tabela pela primeira vez nas suas 52 publicações semanais. No entanto, embora tenha liderado a Billboard 200 por cinco semanas, elevando o seu total para oito semanas, um vigésimo sexto álbum, a compilação 1 (2000) da banda britânica The Beatles, iniciou a sua corrida no topo no ano anterior e foi, portanto, excluído. Na primeira publicação do ano, foi reportado que o projecto havia comercializado 1,26 milhões de unidades no país, marcando a décima vez que um álbum conseguia vender mais de um milhão de exemplares em apenas uma semana, a sétima maior quantidade semanal para um álbum, a maior quantidade de sempre para um trabalho que não estava na sua semana de estreia, bem como a maior quantidade para um projecto que continha música previamente lançada. O sucesso do álbum nos EUA fez dele o com o melhor desempenho do ano segundo a Billboard, todavia foi Hybrid Theory do grupo Linkin Park o mais vendido do ano, com 4,81 milhões de unidades vendidas. 1 foi removido do topo por J.Lo, primeiro número um de Jennifer Lopez. Nove outros artistas conseguiram posicionar o seu primeiro álbum no topo da tabela musical. Eles são: Alicia Keys, Shaggy, Destiny's Child, Tool, Staind, Blink-182, Maxwell, Aaliyah, e System of a Down. O terceiro trabalho de estúdio autointitulado de Aaliyah saltou do décimo nono posto para o primeiro após a morte da artista a 25 de Agosto de 2001 em um acidente e avião, marcando a primeira vez que um artista liderava a tabela após a sua morte desde John Lennon com Double Fantasy em 1980. O disco conseguiu vender cerca de 2,06 milhões de cópias até Fevereiro de 2002 e recebeu o certificado de disco de platina por duas vezes pela Recording Industry Association of America (RIAA). Tupac Shakur foi outro artista que conseguiu liderar a tabela em 2001 após a sua morte, com Until the End of Time, seu terceiro álbum de estúdio póstumo. Juntamente com The Blueprint de Jay-Z e Pain Is Love de Ja Rule, foram os únicos projectos do género hip hop a conseguir liderar a tabela no ano. The Blueprint rendeu a Jay-Z o seu quarto número um consecutivo.
Hot Shot, quinto lançamento de estúdio do jamaicano Shaggy, levou 26 semanas a conseguir alcançar o número um da Billboard 200, no qual permaneceu por um total de seis semanas, conseguindo vender cerca de cinco milhões e meio de cópias até ao fim-do-ano, garantindo-lhe o segundo lugar na lista dos álbuns com melhor desempenho de 2001. Weathered, segundo número um consecutivo do grupo rock Creed, foi o disco que por mais tempo permaneceu na posição de topo da tabela, com oito semanas consecutivas, duas das quais foram no ano seguinte. Embora apenas lançado em Novembro, conseguiu tornar-se no oitavo com o melhor desempenho do ano, movendo 3,5 milhões de unidades até ao fim-do-ano. A maior venda semanal do ano pertence a Celebrity do grupo masculino 'N Sync, que vendeu 1,88 milhões de cópias ao longo da sua semana de estreia. Esta tornou-se na segunda maior quantidade de vendas semanal por um álbum de sempre, perdendo o primeiro posto para No Strings Attached (2000), trabalho do grupo que moveu 2,42 milhões de exemplares na sua semana de estreia. Celebrity recebeu o certificado de disco de platina por cinco vezes em Agosto de 2001. Britney rendeu à cantora Britney Spears a sua terceira estreia consecutiva no número um da Billboard 200 e ainda a melhor estreia e maior venda semanal por um trabalho de uma artista feminina do ano. Destiny's Child conseguiu a maior estreia de sempre para um grupo feminino com o trabalho Survivor, que conseguiu alcançar a marca de um milhão de unidades comercializadas em apenas duas semanas de lançamento. O álbum Toxicity da banda System of a Down registou o maior salto para a primeira colocação do ano, saindo da centésima vigésima quarta colocação para o número um na semana de 22 de Setembro.
Os irmãos Janet e Michael Jackson conseguiram ambos alcançar a primeira posição da tabela pela quinta vez com os trabalhos All for You e Invincible, respectivamente, enquanto o músico Garth Brooks conseguiu alcançar a liderança da tabela pela oitava vez, com Scarecrow. Now That's What I Call Music! 6 e 7 tornaram-se nas segunda e terceira compilações de êxitos de vários artistas a conseguirem alcançar o primeiro posto da tabela musical, com este último estreando com a melhor semana de vendas para qualquer álbum da série. God Bless America: For the Benefit of the Twin Towers Fund, um álbum lançado em prol dos eventos de 11 de Setembro de 2001, foi a terceira compilação a liderar a tabela no ano.

## Histórico

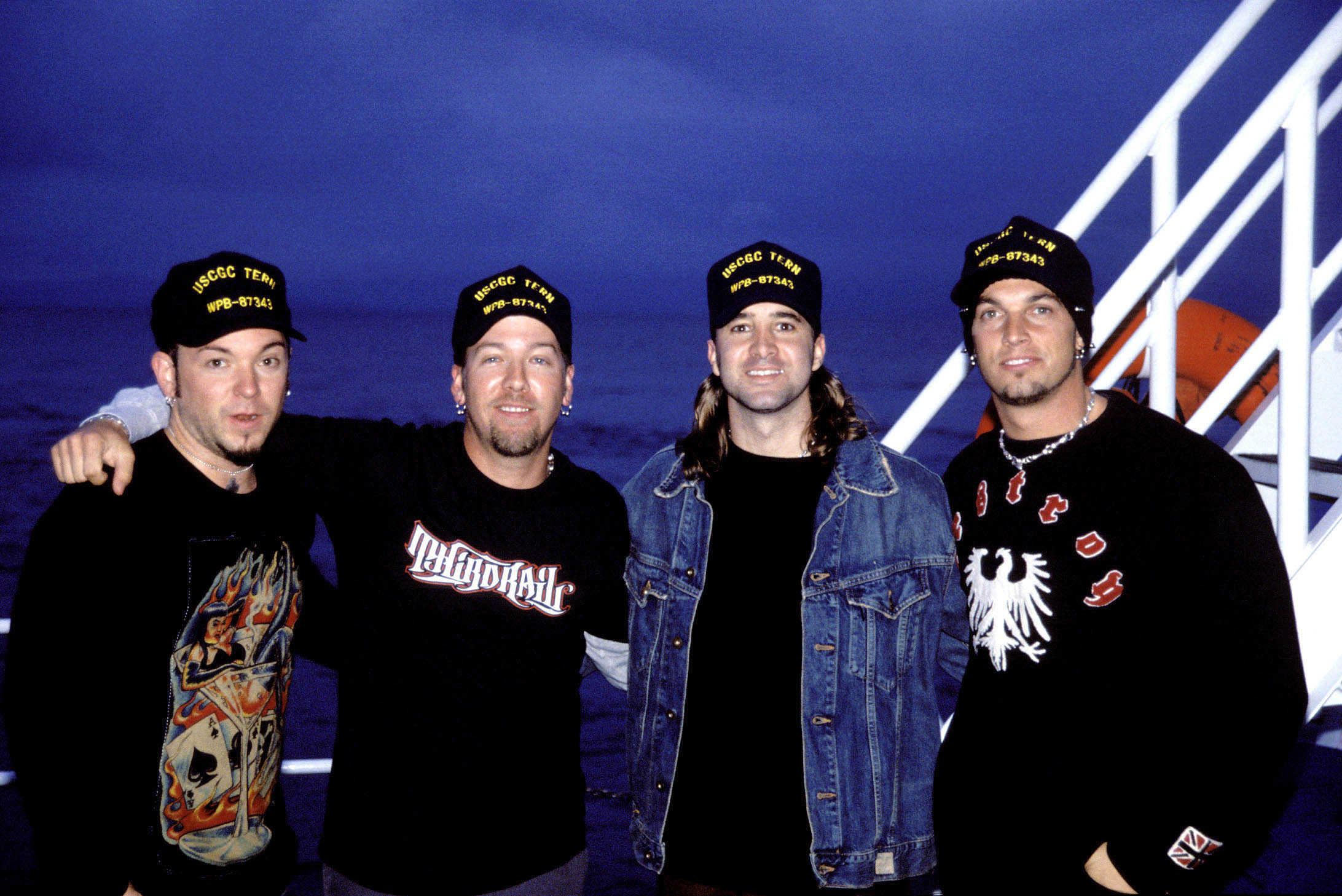
Embora lançado em Novembro, Weathered, segundo número um consecutivo de Creed, foi o disco que por mais tempo permaneceu na posição de topo e o oitavo com o melhor desempenho do ano.

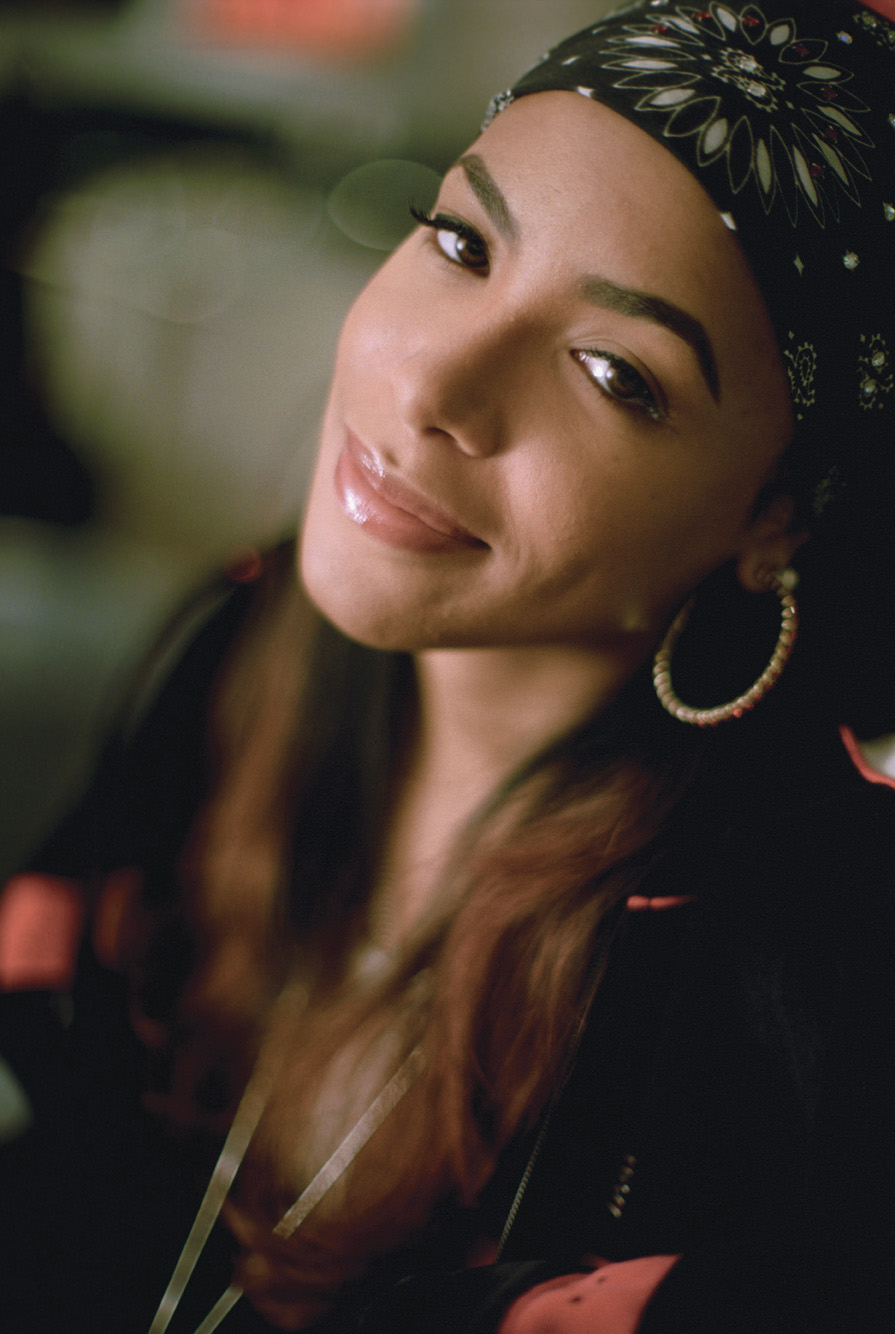
O terceiro trabalho de estúdio autointitulado de Aaliyah saltou do décimo nono posto para o primeiro após a morte da artista, marcando a primeira vez que um artista liderava a tabela postumamente desde 1980.

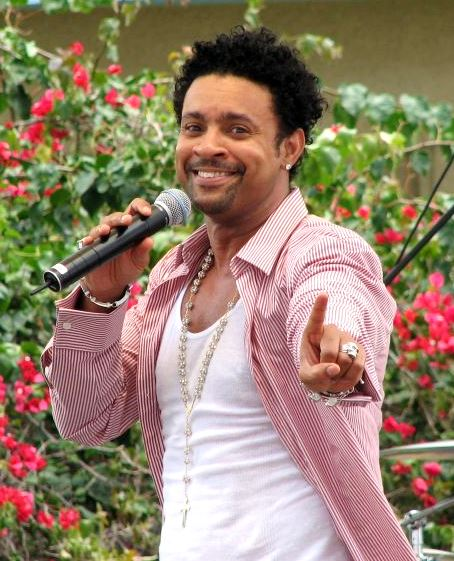
Hot Shot, do jamaicano Shaggy, levou 26 semanas a conseguir alcançar o número um da Billboard 200 e foi o segundo álbum com o melhor desempenho do ano.

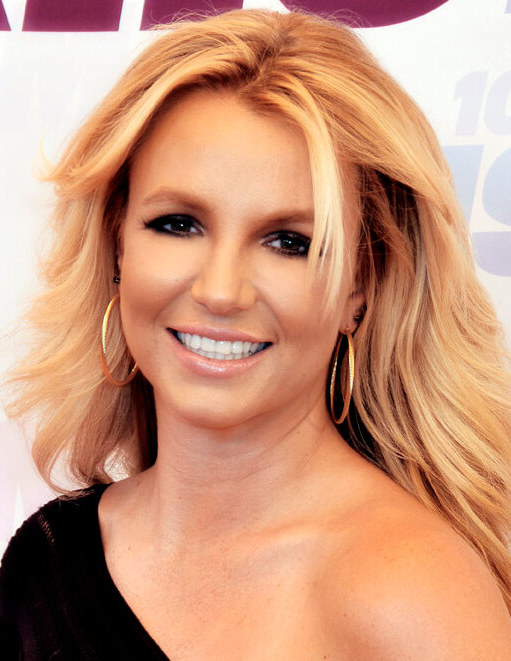
Britney rendeu à cantora Britney Spears a sua terceira estreia consecutiva no número um e ainda a melhor estreia e maior venda semanal por uma artista feminina.

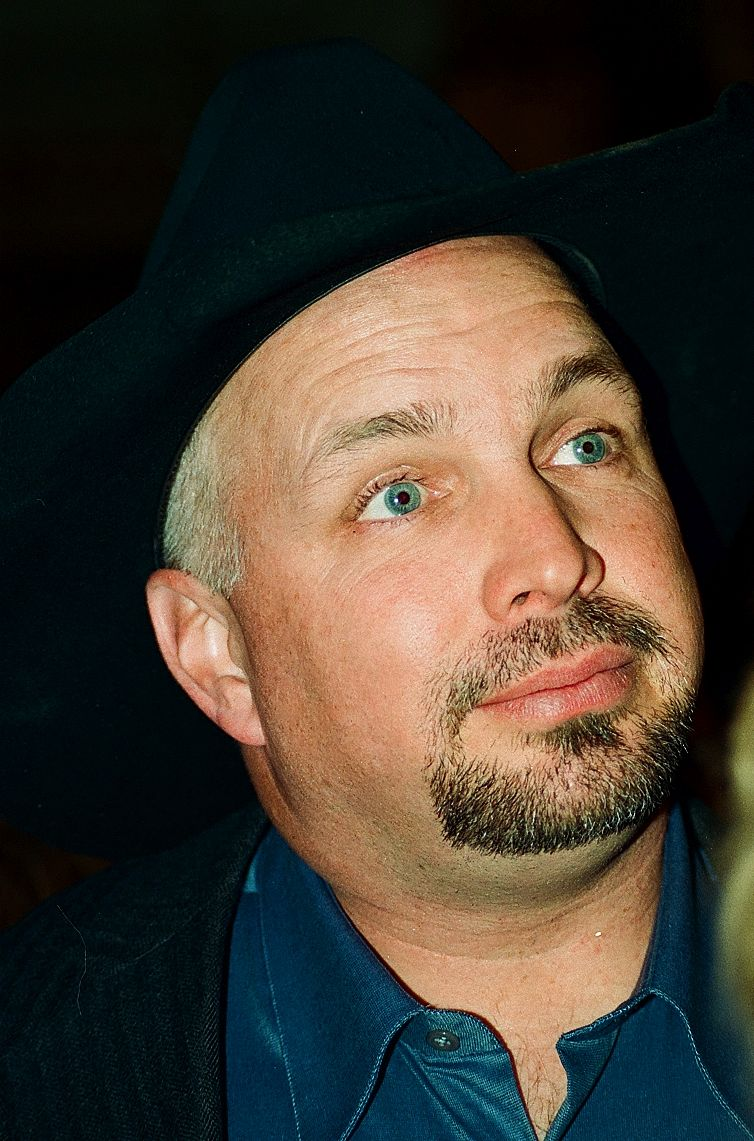
O músico Garth Brooks conseguiu alcançar a liderança da tabela pela oitava vez, com Scarecrow.

| Data            | Álbum                           | Artista(s)         | Vendas    | Ref.   |
| --------------- | ------------------------------- | ------------------ | --------- | ------ |
| 6 de Janeiro    | 1                               | The Beatles        | 1 258 667 | [ 9 ]  |
| 13 de Janeiro   | 1                               | The Beatles        | 451 253   | [ 10 ] |
| 20 de Janeiro   | 1                               | The Beatles        | 268 551   | [ 11 ] |
| 27 de Janeiro   | 1                               | The Beatles        | 260 179   | [ 12 ] |
| 3 de Fevereiro  | 1                               | The Beatles        | 215 534   | [ 13 ] |
| 10 de Fevereiro | J. Lo                           | Jennifer Lopez     | 272 262   | [ 14 ] |
| 17 de Fevereiro | Hot Shot                        | Shaggy             | 245 678   | [ 15 ] |
| 24 de Fevereiro | Hot Shot                        | Shaggy             | 245 778   | [ 16 ] |
| 3 de Março      | Hot Shot                        | Shaggy             | 293 979   | [ 17 ] |
| 10 de Março     | Hot Shot                        | Shaggy             | 271 652   | [ 18 ] |
| 17 de Março     | Everyday                        | Dave Matthews Band | 732 720   | [ 19 ] |
| 24 de Março     | Everyday                        | Dave Matthews Band | 280 081   | [ 20 ] |
| 31 de Março     | Hot Shot                        | Shaggy             | 209 767   | [ 21 ] |
| 7 de Abril      | Hot Shot                        | Shaggy             | 188 838   | [ 22 ] |
| 14 de Abril     | Until the End of Time           | 2Pac               | 426 870   | [ 23 ] |
| 21 de Abril     | Now That's What I Call Music! 6 | Vários             | 525 005   | [ 24 ] |
| 28 de Abril     | Now That's What I Call Music! 6 | Vários             | 546 778   | [ 25 ] |
| 5 de Maio       | Now That's What I Call Music! 6 | Vários             | 248 811   | [ 26 ] |
| 12 de Maio      | All for You                     | Janet Jackson      | 605 128   | [ 27 ] |
| 19 de Maio      | Survivor                        | Destiny's Child    | 663 280   | [ 28 ] |
| 26 de Maio      | Survivor                        | Destiny's Child    | 358 959   | [ 29 ] |
| 2 de Junho      | Lateralus                       | Tool               | 555 222   | [ 30 ] |
| 9 de Junho      | Break the Cycle                 | Staind             | 716 003   | [ 31 ] |
| 16 de Junho     | Break the Cycle                 | Staind             | 326 299   | [ 32 ] |
| 23 de Junho     | Break the Cycle                 | Staind             | 244 698   | [ 33 ] |
| 30 de Junho     | Take Off Your Pants and Jacket  | Blink-182          | 349 846   | [ 34 ] |
| 7 de Julho      | Devil's Night                   | D12                | 371 881   | [ 35 ] |
| 14 de Julho     | Songs in A Minor                | Alicia Keys        | 235 816   | [ 36 ] |
| 21 de Julho     | Devil's Night                   | D12                | 173 956   | [ 37 ] |
| 28 de Julho     | Songs in A Minor                | Alicia Keys        | 221 813   | [ 38 ] |
| 4 de Agosto     | Songs in A Minor                | Alicia Keys        | 221 749   | [ 39 ] |
| 11 de Agosto    | Celebrity                       | 'N Sync            | 1 879 955 | [ 40 ] |
| 18 de Agosto    | Now That's What I Call Music! 7 | Vários             | 621 419   | [ 41 ] |
| 25 de Agosto    | Now That's What I Call Music! 7 | Vários             | 394 483   | [ 42 ] |
| 1 de Setembro   | Now That's What I Call Music! 7 | Vários             | 278 538   | [ 43 ] |
| 8 de Setembro   | Now                             | Maxwell            | 296 388   | [ 44 ] |
| 15 de Setembro  | Aaliyah                         | Aaliyah            | 305 911   | [ 45 ] |
| 22 de Setembro  | Toxicity                        | System of a Down   | 222 038   | [ 46 ] |
| 29 de Setembro  | The Blueprint                   | Jay-Z              | 426 550   | [ 47 ] |
| 6 de Outubro    | The Blueprint                   | Jay-Z              | 270 814   | [ 48 ] |
| 13 de Outubro   | The Blueprint                   | Jay-Z              | 173 663   | [ 49 ] |
| 20 de Outubro   | Pain Is Love                    | Ja Rule            | 360 712   | [ 50 ] |
| 27 de Outubro   | Pain Is Love                    | Ja Rule            | 220 793   | [ 51 ] |
| 3 de Novembro   | God Bless America               | Vários             | 180 894   | [ 52 ] |
| 10 de Novembro  | The Great Depression            | DMX                | 439 957   | [ 53 ] |
| 17 de Novembro  | Invincible                      | Michael Jackson    | 366 272   | [ 54 ] |
| 24 de Novembro  | Britney                         | Britney Spears     | 745 744   | [ 55 ] |
| 1 de Dezembro   | Scarecrow                       | Garth Brooks       | 465 523   | [ 56 ] |
| 8 de Dezembro   | Weathered                       | Creed              | 887 229   | [ 57 ] |
| 15 de Dezembro  | Weathered                       | Creed              | 417 462   | [ 58 ] |
| 22 de Dezembro  | Weathered                       | Creed              | 458 033   | [ 59 ] |
| 29 de Dezembro  | Weathered                       | Creed              | 555 092   | [ 60 ] |